# Rajendra K. Pachauri
Rajendra Kumar Pachauri (Nainital, India Británica, 20 de agosto de 1940-Nueva Delhi, 12 de febrero de 2020) fue el presidente del Grupo Intergubernamental de Expertos sobre el Cambio Climático (IPCC) desde 2002 hasta su renuncia en 2015. Este organismo recibió el Premio Nobel de la Paz en 2007.
Fue director general de The Energy and Resources Institute (TERI), una organización dedicada a la investigación y la políticas pública en India, además de trabajar para otros organismos y ostentar otros cargos tales como canciller de la Universidad TERI, presidente de la junta directiva de la Asociación Nacional del Agro (NAF), presidente de la junta del Instituto Internacional de Investigación para el Clima y la Sociedad de la Universidad de Columbia. Pachauri fue muy activo en el ámbito del cambio climático llegando a ser director fundador del Instituto del Clima y Energía de Yale (YCEI), además de ser su asesor principal entre julio de 2009 y junio de 2012.

## Primeros años y educación
Pachauri nació en 1940 en Nainital, India. Fue educado en La Martiniere College en Lucknow y en el Instituto Indio de Ingeniería Mecánica y Eléctrica de Ferrocarriles en Jamalpur, Bihar. En 1958 forma parte del Special Class Railway Apprentices, un programa de élite que fue el comienzo de la educación en ingeniería mecánica en India. Comenzó su carrera laboral con Indian Railways en el Diesel Locomotive Works en Benarés. Posteriormente, estudió en la Universidad Estatal de Carolina del Norte en Raleigh, Estados Unidos, donde obtuvo una maestría en energía industrial en 1972 y un doctorado con dos menciones en Ingeniería Industrial e Ingeniería en 1974. Su tesis doctoral se tituló Un modelo dinámico para la predicción de energía eléctrica en una región específica ubicada en Carolina del Sur y Carolina del Norte. Vivió en Golf Links en Nueva Delhi. Fue un vegetariano estricto, en gran parte debido las implicaciones ambientales y el cambio climático.

## Carrera
Trabajó como profesor asistente (agosto de 1974 – mayo de 1975) y profesor visitante (verano de 1976 y 1977) en el Departamento de Economía y Negocios en la Universidad Estatal de Carolina del Norte. Fue profesor visitante de Economía de Recursos en la Escuela de Recursos Mineros y Energéticos de la Universidad de Virginia Occidental. Al regresar a India se unió a la Universidad de Personal Administrativo de India en Hyderabad como profesor (junio de 1975 - junio de 1979) y llegó a convertirse en director de la División de Consultoría e Investigación Aplicada (julio de 1979 – marzo de 1981). Se unió a The Energy and Resources Institute (TERI) como director en 1982. También fue un Senior Visiting Fellow en el Resource Systems Institute (1982), e investigador visitante en el Banco Mundial en Washington D. C. (1990). El 20 de abril de 2002 Pachauri fue elegido presidente del Panel Intergubernamental sobre el Cambio Climático, un panel de las Naciones Unidas establecido por la World Meteorological Organization (WMO) y el United Nations Environment Programme (UNEP) para evaluar la información relevante para la comprensión del cambio climático.
Pachauri participó en la Junta de Directores del Shriram Scientific and Industrial Research Foundation (septiembre de 1987), en el Comité Ejecutivo del India International Centre, Nueva Delhi (1985 en adelante), en el Consejo de Directores del India Habitat Centre, Nueva Delhi (octubre de 1987 en adelante), en la Junta de Gobernadores del Administrative Staff College de India (1979 – 1981) y fue asesor en compañías como Pegasus Capital Advisors, el Chicago Climate Exchange, Toyota, Deutsche Bank y NTPC. Ha sido miembro de diferentes sociedades y comisiones: de la Junta de la Sociedad Internacional de Energía Solar (1991 – 1997), del World Resources Institute Council (1992), director del World Energy Council (1993 – 1995), presidente y luego director de la International Association for Energy Economics (1988 – 1990), y el presidente del Asian Energy Institute (desde 1992). Fue asesor a medio tiempo del Programa de Desarrollo de las Naciones Unidas (1994 – 1999) en los campos de la Administración de la Energía y el Manejo Sostenible de Recursos Naturales. En julio de 2001, el Dr R. K. Pachauri fue nombrado miembro del Consejo de Asesoría Económica del primer ministro de la India.
En 2005, Jack Babcock fundó Glori Oil Ltd. en Houston, Texas, basándose en el proceso (véase el SEC S-1 presentado por Glori Energy en octubre de 2011) MEOR process (patentado como BEOR en 2006). Glori Oil Ltd. trabajó en la recuperación de petróleo atrapado en reservorios en pozos petroleros existentes utilizando dióxido carbónico como el motor en un proceso conocido como recuperación mejorada de petróleo (en inglés, enhanced oil recovery o EOR). En mayo de 2011, Glori Oil Limited cambió su nombre a Glori Energy Inc. Para 2007, el MEOR de Pachauri fue considerado un fracaso, y Pachauri y Glori ya no están asociados.[cita requerida]

### Trabajo con el IPCC
El 20 de abril de 2002 fue elegido director del Panel Intergubernamental sobre el Cambio Climático (IPCC) establecido por las Naciones Unidas.
Pachauri fue muy franco sobre el asunto del cambio climático y declaró en 2009: «Lo que está sucediendo, y es probable que suceda, me convence que el mundo debe ser muy ambicioso y determinado en enfocarse en un objetivo de 350».
"350" se refiere al nivel en partes por millón del nivel de dióxido de carbono en la atmósfera que científicos importantes como James Hansen de la NASA consideran que es un límite superior seguro para evitar un punto de inflexión en el clima.

### Premio Nobel de la Paz en 2007 con el IPCC

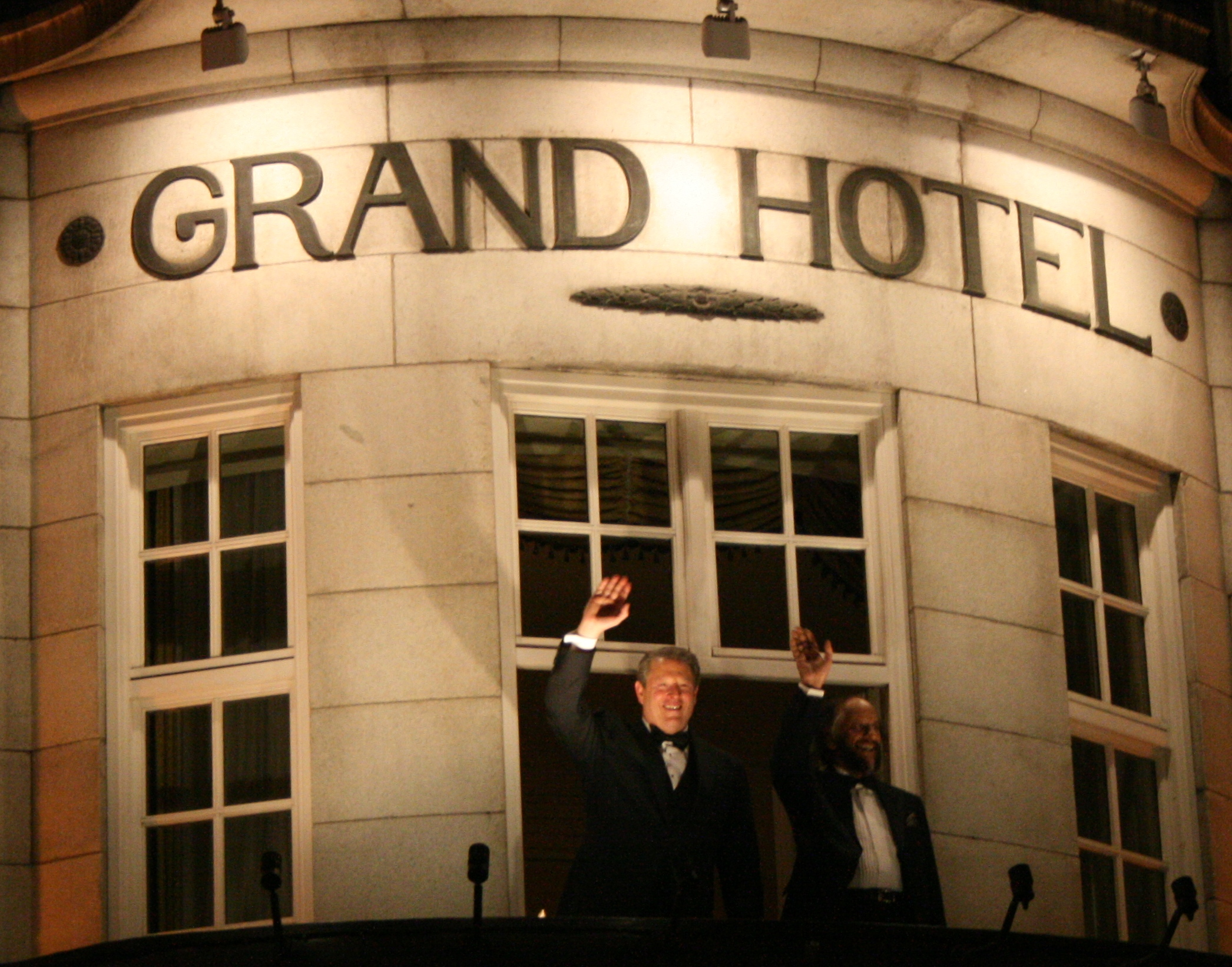
Pachauri y Al Gore en el balcón del Grand Hotel en Oslo, Noruega.

El IPCC compartió el Premio Nobel de la Paz de 2007 con el exvicepresidente de los Estados Unidos, Al Gore, quien anteriormente había criticado a Pachauri cuando fue elegido presidente del IPCC por primera vez en 2002. En su comunicado de prensa, el Comité del Premio Nobel dijo:
«...el Premio Nobel de la Paz de 2007 será compartido, en dos partes iguales, entre el Panel Intergubernamental sobre el Cambio Climático (IPCC) y Albert Arnold (Al) Gore Jr. por sus esfuerzos por promover y diseminar un mayor conocimiento sobre el cambio climático producido por el hombre, y por fijar las bases para las medidas que son necesarias para contrarrestar dicho cambio.»
El 11 de diciembre de 2007, Pachauri (representando al IPCC) y Al Gore dieron sus discursos de aceptación en una ceremonia de premios en Oslo, Noruega, en un día en el que los delegados de las Naciones Unidas se reunían en Bali, Indonesia, para una conferencia sobre el clima. Pachauri hizo referencia a que la filosofía hindú de «Vasudhaiva Kutumbakam», la cual significa «todo el universo es una familia», debía dominar los esfuerzos globales para proteger la aldea global. Regresando a este tema a lo largo de su discurso, citó al presidente de las Maldivas (Maumoon Abdul Gayoom) en 1987:
«...un aumento en la media del nivel del mar de dos metros sería suficiente para prácticamente sumergir 1.190 islas pequeñas [de India], la mayoría de las cuales apenas se elevan dos metros sobre el nivel del mar. Eso significaría la muerte de una nación».
Pachauri enfatizó en varias ocasiones su preocupación sobre los efectos del cambio climático en las naciones más pobres del mundo, Haciendo referencia a estudios que:
«...han elevado la amenaza de migraciones dramáticas de población, conflicto, y guerra por agua y otros recursos, al igual que un re-alineamiento del poder entre las naciones. Algunos también señalan la posibilidad sobre un aumento de las tensiones entre las naciones ricas y las pobres, problemas de salud causados en particular por escasez de agua y malas cosechas...»

### Compromisos con otras organizaciones
Rajendra K. Pachauri fue miembro del comité de honor de la Fundación Chirac, desde que fue fundada en 2008 por el expresidente francés Jacques Chirac para promover la paz mundial.

## IniciativaLighting a Billion Lives
En 2005 Pachauri concibió y lanzó la iniciativa Lighting a Billion Lives (en español, Iluminando Mil Millones de Vidas) para llevar electricidad a las áreas más necesitadas de India a través de energía solar. La iniciativa ha llevado energía solar a lugares remotos como Sundarbans, Bengala Occidental, el desierto de Thar y Rajastán.

## Controversias
La compañía Kleiner Perkins Caufield & Byers (KPCB) invirtió $4 millones en Glori Oil Ltd. Al Gore es un socio de Kleiner Perkins Caufield & Byers (KPCB) y atribuye gran parte de su fortuna de $200 millones a este negocio. Tanto Gore como Pachauri recibieron el Premio Nobel en Noruega en 2007. Dado que the Glori Oil Ltd., con el apoyo de Kleiner Perkins, produce petróleo inyectando dióxido de carbono (CO2) en los pozos en el proceso de Recuperación Avanzada de Petróleo, Gore y Pachauri se han beneficiado de forma directa gracias a sus inversiones en este proceso.
Christopher Booker y Richard North escribieron un artículo para el Daily Telegraph en enero de 2010 en el que acusaban a Pachauri de posibles conflictos de intereses relacionados con la membresía de Pachauri en la junta directiva del Oil and Natural Gas Corporation y por donaciones para investigación para el TERI, una institución sin fines de lucro de la cual Pachauri es el director general. También alegaron que existían anomalías financieras en TERI Europe. Pachauri negó todas las alegaciones.
En respuesta a las alegaciones, la firma de auditoría KPMG realizó una investigación a solicitud de TERI. La investigación concluyó: «No se encontraron evidencias de que existan ganancias financieras personales acumuladas a nombre del Dr. Pachauri provenientes de sus diversos roles como asesor que hayan llevado a un conflicto de intereses». El reporte explica sus objetivos y metodología e indica que «El trabajo realizado por nosotros fue según se consideró necesario en ese momento» y que está basado en la información provista por TERI, Pachauri y el asesor impositivo de Pachauri. En una advertencia en la investigación se explica que su alcance fue «muy diferente al de una auditoría y no puede ser considerada al mismo nivel de confianza que una auditoría». KPMG examinó los pagos realizados por compañías del sector privado y encontró pagos que llegaban a $326.399 fueron realizado al mismo TERI, no a Pachauri. Él recibió solo su salario anual de TERI, que llegaba a £45.000 al año, además de un máximo de £2.174 de ganancias externas. No recibió ningún pago por ser director del IPCC.
El 21 de agosto de 2010, el Daily Telegraph publicó una disculpa, alegando que no pretendía sugerir que «el Dr. Pachauri era corrupto o estaba abusando su posición como jefe del IPCC y aceptamos que KPMG descubrió que el Dr. Pachauri no había hecho "millones de dólares" en años recientes». Continuaron diciendo: «Nos disculpamos con el Dr. Pachauri por cualquier bochorno que le hayamos hecho pasar». Se dice que el periódico pagó £100.000 para cubrir los gastos legales de Pachauri. Pachauri aceptó la disculpa del Telegraph, diciendo que estaba «feliz de que finalmente hayan aceptado la verdad», y atribuyó las acusaciones falsas a «otro intento por parte de los escépticos del clima para desacreditar al IPCC. Ahora quieren ir tras de mí y esperan que les sea útil en su propósito». Por otra parte en 2017 dio una conferencia en la ciudad de Matamoros Tamaulipas sobre la importancia del cuidado de agua.
George Monbiot de The Guardian indicó que pese a que Pachauri había sido liberado de cualquier tipo de conflicto de interés o delito financiero por parte de KPMG, las acusaciones falsas sobre él habían sido repetidas por Richard North, el Daily Mail y The Australian.
Luego de la retracción de un proyección sobre el derretimiento de glaciares en el reporte del grupo de trabajo AR4 del IPCC, hubo quienes pidieron su renuncia de la cabeza del IPCC, algo que él rechazó.

## Premios y reconocimientos
- En enero de 2001 recibió el premio Padma Bhushan por parte del gobierno de la India.[9][11]
- NDTV Global Indian of the Year en el año 2007.[44]
- Nature News maker of the Year 2007. La revista elogió a Pachauri en el artículo llamándolo constructor de organizaciones: "La gran fortaleza de Rajendra Pachauri está en construir y organizar instituciones en campos que él entiende mejor - ingeniería y economía aplicadas a temas de desarrollo".[45]
- El 14 de julio de 2008, Pachauri recibió el título de Embajador de Buena Voluntad de UNIDO.[46]
- En enero de 2008, recibió la segunda condecoración más alta para un civil en India, el Padma Vibhushan.[47]
- En noviembre de 2009, Pachauri recibió la Orden del Sol Naciente - Estrella de Oro y Plata en reconocimiento a su contribución en el mejoramiento de la política de Japón hacia el cambio climático. El emperador Akihito le entregó la condecoración.[48]
- En noviembre de 2009, Pachauri fue incluido en el puesto número cinco en la lista de "Top 100 de Pensadores Globales" por la revista Foreign Policy, por "terminar el debate sobre si el cambio climático es importante".[49]
- En febrero de 2010, Pachauri recibió la Orden de la Rosa Blanca de Finlandia del presidente de Finlandia en reconocimiento de su trabajo en la promoción de la cooperación internacional sobre el cambio climático y el desarrollo sostenible.[50]
- El gobierno francés le otorgó la Legión de Honor.[51]
- HEC Paris lo nombró Profesor Honoris Causa en octubre de 2009.[52]
- La Universidad de Reims Champagne-Ardenne nombró a Pachauri Profesor Honoris Causa en septiembre de 2012.[53]
- En julio de 2013, recibió el premio Pico della Mirandola por la Fundación Cassa di Risparmio di Mirandola.

## Otros intereses
Además de sus publicaciones académicas, Pachauri también ha escrito poesía y ficción. Es el autor de Regreso a Almora, una novela romántica publicada en 2010. La novela está escrita como las memorias de un burócrata retirado, anteriormente un estudiante de ingeniería, sobre su pasado espiritual y sexual. Coescribió Moods and Musings, una colección de poemas, junto con su hija Rashmi Pachauri-Rajan.

## Fallecimiento
El 11 de febrero de 2020 fue ingresado de urgencia en el hospital del Instituto del Corazón de Nueva Dehli a causa de una dolencia cardíaca. Falleció al día siguiente, el 12 de febrero, a la edad de setenta y nueve años.